# Fisnik Asllani
Fisnik Asllani, né le 8 août 2002 à Berlin en Allemagne, est un footballeur international kosovar, qui évolue au poste d'avant-centre au SV Elversberg.

## Biographie

### En club

#### Formation et découverte du monde professionnel à Hoffenheim
Né à Berlin en Allemagne, Fisnik Asllani est formé par l'un des clubs de la capitale, le BFC Dynamo. Après huit ans passés au club, il rejoint un autre club de la capitale, l'Union Berlin, où il poursuit sa formation. Lors de la saison 2018-2019, en U17, il inscrit 23 buts en 23 rencontres de B-Junioren-Bundesliga. L’année suivante, il est l’auteur de 15 buts en 16 matchs avec les U19. C'est pourtant le centre de formation du TSG Hoffenheim qu'il rejoint en 2020.
Il joue son premier match en professionnel le 20 novembre 2021 face au RB Leipzig (12e journée, victoire 2-0) lors d'une rencontre de Bundesliga. Il entre en jeu à la place de Ihlas Bebou à la 89e minute de jeu. Le 5 février 2022, il entre en jeu à la 84e minute de jeu pour ce qui sera sa deuxième et dernière apparition de la saison 2021-2022 face au FSV Mayence (21e journée, défaite 2-0).
Lors de la saison 2022-2023, il effectue 8 apparitions en Bundesliga, à chaque fois en rentrant en cours de rencontre.

#### Prêt à l'Austria Vienne
Ne parvenant pas à s'imposer dans le groupe professionnel à Hoffenheim, Fisnik Asllani est prêté le 31 août 2023 en Autriche à l'Austria Vienne pour une saison. Il inscrit son premier but le 7 octobre 2023, lors d'une rencontre de championnat face au FC Blau-Weiß Linz (10e journée, victoire 4-0). Sa saison y est perturbée par une fissure du tendon mais il parvient à accumuler du temps de jeu et y enchaîne les rencontres comme titulaire. Au terme de la saison, il totalise 16 apparitions en première division autrichienne, dont 11 titularisations pour 4 buts inscrits et 1 passe décisive délivrée.

#### Prêt au SV Elversberg
Le 23 juillet 2024, Fisnik Asllani rejoint le SV Elversberg, évoluant en 2. Bundesliga, sous la forme d'un prêt d'une saison. Il s'épanouit et se révèle sous les ordres de Horst Steffen. Après 31 journées de championnat, il compte 17 buts et 6 passes décisives à son actif en 30 apparitions, dont 28 titularisations.

### En sélection
En août 2024, Fisnik Asllani est convoqué pour la première fois avec l'équipe nationale du Kosovo. Il honore sa première sélection lors de ce rassemblement, le 6 septembre 2024 face à la Roumanie. Il est titularisé et son équipe est battue par trois buts à zéro.